# Przysucha
Przysucha is een stad in het Poolse woiwodschap Mazovië, gelegen in de powiat Przysuski. De oppervlakte bedraagt 6,98 km², het inwonertal 6220 (2005).

## Verkeer en vervoer
- Station Przysucha